# ماركوس رينان أوليفيرا سانتانا
ماركوس رينان أوليفيرا سانتانا (7 مارس 1990 في البرازيل – )؛ هو لاعب كرة قدم سابق كان يلعب كلاعب وسط.

## وصلات خارجية
- ماركوس رينان أوليفيرا سانتانا على موقع رابطة كرة القدم اليابانية للمحترفين (اليابانية)
- ماركوس رينان أوليفيرا سانتانا على موقع قاعدة بيانات كرة القدم.إي يو (الإنجليزية)
- ماركوس رينان أوليفيرا سانتانا على موقع Soccerway.com (الإنجليزية)
- ماركوس رينان أوليفيرا سانتانا على موقع عالم كرة القدم.نت (الإنجليزية)